# El Pedroso de la Armuña
El Pedroso de la Armuña település Spanyolországban, Salamanca tartományban. El Pedroso de la Armuña La Orbada, Espino de la Orbada, Cantalpino, Arabayona de Mógica és Pitiegua községekkel határos. Lakosainak száma 215 fő (2024).

## Népesség
A település népessége az elmúlt években az alábbi módon változott:
| Lakosok száma | 310  | 278  | 293  | 260  | 253  | 250  | 222  | 214  | 211  | 215  |
|               | 2001 | 2004 | 2007 | 2009 | 2012 | 2014 | 2017 | 2019 | 2022 | 2024 |